# Sint-Joriskerk (Krochte)
De Sint-Joriskerk (Frans: Église Saint-Georges) is de parochiekerk van de gemeente Krochte in het Franse Noorderdepartement.

## Geschiedenis
Omstreeks 1663 werd deze kerk gebouwd met materiaal van een hieraan voorafgaande kerk, met name ijzerzandsteen. De kerk heeft twee beuken van gelijke hoogte en een veel lagere noordbeuk, dit alles onder één dak. Het westportaal is van 1816 en ook het torentje is toen gebouwd. Architect was Deterre. De sacristie werd in 1900 aangebouwd.

## Gebouw

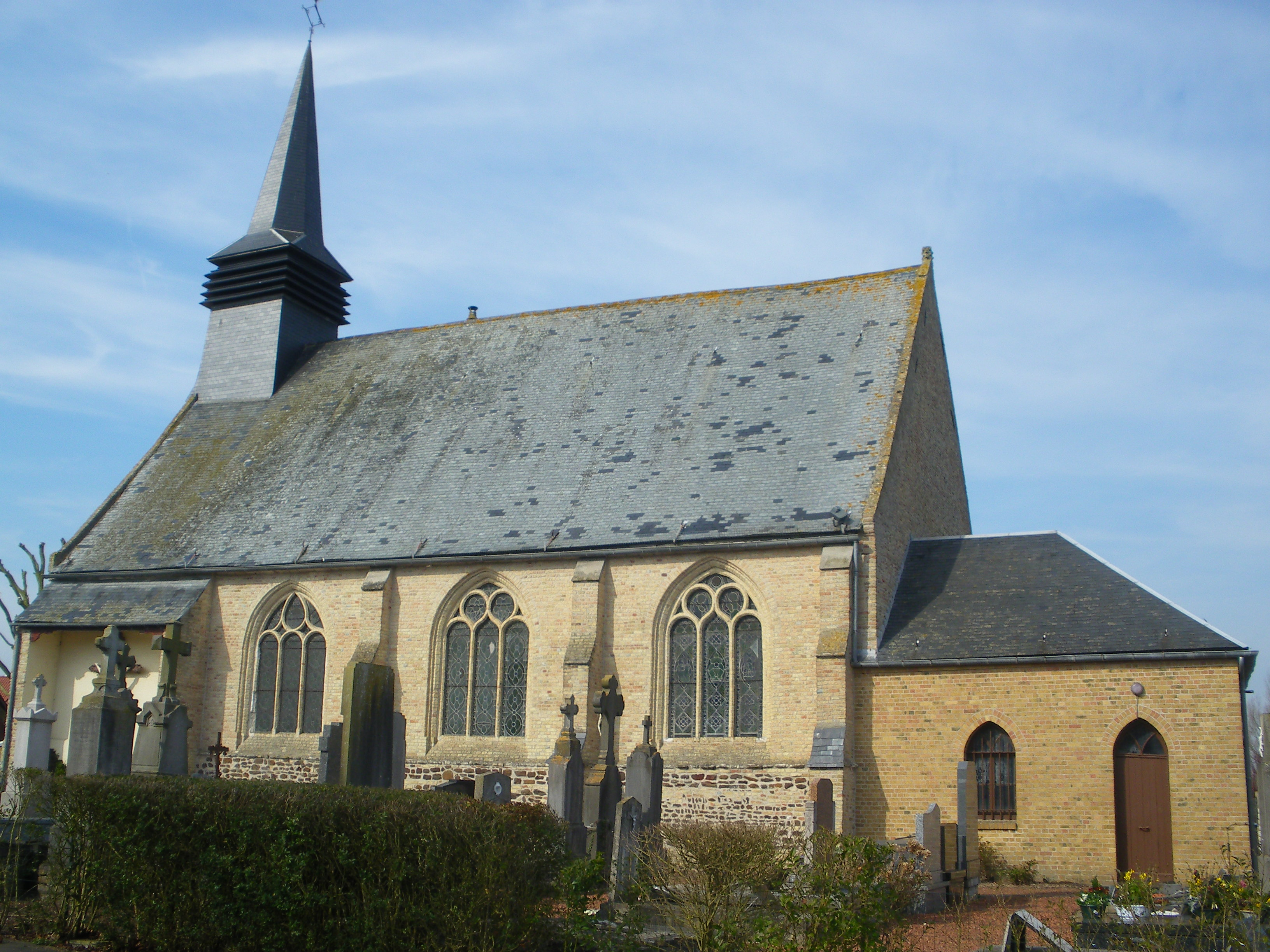
Zijaanzicht

De kerk heeft vlakke koorsluitingen en de drie beuken worden elk overkluisd door een tongewelf. De kerk heeft laatgotische vensters.

## Interieur
Zowel het hoofdaltaar- als het aan Sint-Nicolaas gewijde zijaltaar zijn 18e-eeuws, evenals de biechtstoelen, de preekstoel, de lambrisering en de koorsluiting. Op het kerkhof bevindt zich nog een 15e-eeuwse grafsteen.